# Sivar Arnér
Sivar Arnér (ur. 13 marca 1909 w Arby w Småland, zm. 12 stycznia 1997 w Sztokholmie) – był szwedzkim pisarzem.

## Życiorys
W 1932 ukończył studia filozoficzne na uniwersytecie w Lund. Był czołowym przedstawicielem psychologizmu w szwedzkiej literaturze. W swoich dziełach analizował problemy polityczne w aspekcie moralno-religijnym, konflikty wewnątrzmałżeńskie, psychologiczne zagadnienia samookreślenia jednostki ludzkiej i wyznaczenia granic jej wolności. Jego ważniejsze utwory to powieści Nätet (Sieć, 1962), Verkligen (Rzeczywiście, 1965), zbiory opowiadań Säckert till sommaren (Na pewno do lata, 1954), Vattenvägar (Drogi wodne, 1973). Pisał również słuchowiska. Był laureatem Wielkiej Nagrody Dziewięciu (1955), Nagrody Doblouga (1971) i Nagrody Signe Ekblad-Eldh (1980).